# Chicago Teachers Federation
La Chicago Teachers Federation ou CTF fondée en 1897 par Margaret Haley et Catherine Goggin est un syndicat américain d'enseignantes des écoles primaires de Chicago,,,,.